# Sergio Bernal Alonso
Sergio Bernal Alonso (Madrid, septiembre de 1990)  está considerado como uno de los bailarines más influyentes de la escena nacional e internacional de su generación, por su pasión, técnica y gran talento. Críticos de relevancia internacional tras sus actuaciones en diferentes escenarios del mundo (Londres, Miami, New York, Roma, Tokio, Madrid, etc.) aseguran que posee una luz propia, un aura especial y un magnetismo único. Su presencia en las Galas y escenarios más importantes del momento como: “Gala Ave Maya” homenaje a Maya Plisétskaya en Londres; Gala en el Palacio del Kremlin de Moscú; en el New York City Center y en el Bunka Kaikan Opera House de Tokio con el Ballet Nacional de España; 70 aniversario del English National Ballet de Londres y Apollo de Balanchine en el Teatro Real de Madrid,  confirman la gran trayectoria internacional de Sergio. No solo es considerado un bailarín de danza española, se trata de un artista formado tanto en la especialidad de clásico como en la de español y flamenco.

## Formación académica
Nacido en Madrid en 1990, comenzó sus estudios en 2002 en el Real Conservatorio Profesional de Danza Mariemma de Madrid, donde se graduó con una caliﬁcación de sobresaliente. Su carrera desde que comenzó la formación no ha tenido límites.

## Desarrollo profesional
En 2008, una vez finalizó su formación en el conservatorio fue seleccionado por la Compañía de Rafael Aguilar como primer bailarín. Aunque antes de trabajar en dicha compañía, bailó desde muy joven con Miguel Fuentes. Es en ese mismo año cuando fue elegido para el Taller del Ballet Nacional de España dirigido por José Antonio con el que interpreta la obra de El corazón de piedra verde. También tuvo la gran oportunidad de bailar con las compañías de Aída Gómez, Antonio Najarro, Rafael Estévez, Nani Paños y Rojas Rodríguez.
En este mismo año gana el concurso de baile de Castellón. Y solo un año más tarde, gana el Maratón de Danza de Madrid bailando la copla La niña de fuego de Ángel Rodríguez. Es en 2010 cuando en el Teatro Madrid, baila y dirige Un día y tres miradas. Ese mismo año, estrena Sonatas con Dospormedio. En Barcelona es donde debuta en Flamenco con la compañía de Saura. Además de, estrenar El último caballero de Antonio Pérez.
En julio de 2010, 2011 y 2012, participa en el importante Festival Internacional de Danza de Washington, donde lo podemos ver en galas de estrellas internacionales en el Megarón y la Acrópolis de Atenas, Cap Roig, Gerona, Festival Internacional de Miami, Festival de Cali, Colombia, Mittelfest de Friuli y Positano, Italia, junto a Plisétskaya, Rojo, Sómova, Obraztsova, Muntaguírov, Gilbert, Nuñez, Polunin, Makhateli y muchos otros artistas reconocidos.
El 9 de septiembre de 2012, recibe el Premio Positano de la Danza “Léonide Massine” al bailarín más destacado de la escena internacional. Un premio que ya celebra su cuadragésimo aniversario. Recibió este galardón por sus interpretaciones como artista independiente en escenarios internacionales de su Farruca, de El sombrero de tres picos, de Manuel de Falla, con coreografía de Antonio Ruiz Soler y de los pasos a dos, El último encuentro y Concierto Andaluz, junto a la Premio Nacional Lola Greco. La selección de los posibles premiados se realizó en julio de este mismo año tras realizar la audición para entrar como solista en el Ballet Nacional de España bajo la dirección de Antonio Najarro. Unas audiciones que el propio Bernal califica de muy exigentes. Finalmente en septiembre, además de ser galardonado, pasa a ser solista del Ballet Nacional de España. Su proyección internacional a partir de este año no dejó de crecer.
Con el Ballet Nacional de España interpreta como primer bailarín Bolero de Ravel de José Granero y de Rafael Aguilar. Y a la vez continúa trabajando para la compañía de uno de sus descubridores, Rafael Aguilar.
Estrena en el XX Aniversario del festival Internacional de Miami “Folia de Caballeros” junto a Joaquín de Luz y la crítica lo denomina como “La aparición de la noche”.
En marzo del 2016, es presentado en el Teatro London Coliseum en el homenaje a Maya Plisétskaya. La crítica británica lo califica ese mismo año como el príncipe de la danza española. En junio continúa elevando su carrera y estrena los papeles principales del Sombrero de Tres Picos, Fantasía Galaica y Eritaña. Un mes después y gracias a su trayectoria, recibe el premio “Ballet 2000” a su temporada 15/16 en la escena Internacional. En la gala, donde será galardonado con este premio, interpretó el que es considerado su gran éxito en los escenarios internacionales, la farruca de El sombrero de tres picos, con la coreografía de Antonio 'El Bailarín', coreógrafo con el que dice sentirse muy cómodo.  Es en septiembre de este mismo año cuando asciende a Primer Bailarín del Ballet Nacional de España.
Durante la temporada de 2016/2017, participó en galas de estrella en el Kremlin de Moscú, en el Castillo de Windsor para el príncipe Carlos de Inglaterra con motivo de la celebración anual de su fundación. Además, en 2017, recibió el premio Forbes "30 under 30".
En 2018, el Ballet Nacional de España celebró su 40.º aniversario y se cumplieron 60 años del estreno de El sombrero de tres picos. Para la celebración organizada por la compañía, interpretó una obra creada por su director únicamente para él, Ícaro. En ese mismo año, es nominado a los premios National Dance Awards 2018 por la coreografía "The Swan" de Ricardo Cue.
En septiembre de 2019, dejó el Ballet Nacional de España para formar su propia compañía junto a Ricardo Cue. Su primera producción, Una noche con Sergio Bernal, se estrenó en Sochi, Rusia, junto con Joaquín de Luz y Miriam Mendoza. 
En enero de 2020, fue invitado en la celebración del 70 aniversario del English National Ballet dirigido por Tamara Rojo en el Teatro Coliseum de Londres . Este mismo año, lanza su propia compañía de la mano de Ricardo Cue con el espectáculo SER en los Teatros del Canal de Madrid  al mismo tiempo que estrena Apollo de George Balanchine  en el Teatro Real de Madrid.
En 2021, recibe el premio Tabouk Awards al mejor bailarín de la escena internacional.

## Premios y reconocimientos
09/09/2012: Premio Positano de la Danza 'Leonide Massine'.
31/07/2016: Premio Ballet 2000 - Prix en Cannes, Francia.
05/10/2017: Premio FORBES "30 UNDER 30".
27/11/2018: Nominado a National Dance Awards (Outstanding male classical performance "The Swan" (Ricardo Cue).
04/06/2019: Nombrado Embajador de las Artes del Reino Unido. 
19/06/2021: Premio Taobuk Awards al mejor bailarín de la escena internacional. 